# Clamorosaurus
Clamorosaurus is een geslacht van uitgestorven temnospondyle Batrachomorpha (basale 'amfibieën'), dat leefde in het Midden-Perm (ongeveer 270 miljoen jaar geleden) en zijn fossiele overblijfselen zijn gevonden in Rusland.

## Beschrijving
Clamorosaurus had een schedel van ongeveer twintig tot drieëntwintig centimeter lang en er wordt aangenomen dat het hele dier ongeveer een meter lang moet zijn geweest. De schedel had een kort pre-orbitaal deel en het schedelgewelf had een lichte verhoging in zijaanzicht in de pre-orbitale zone. Er lijkt een interfrontaal bot aanwezig te zijn. De inkeping van de incisura otica was vrij kort, terwijl de pterygoïde flens goed ontwikkeld was. De twee ectopterygoïde hoektanden waren klein en er was een enkele parachoanale tand op elk ploegschaarbeen. Zoals alle vergelijkbare vormen (bijvoorbeeld Eryops) bezat Clamorosaurus een afgerond interpterigoïde bot aan de voorkant en vrij grote uitwendige neusgaten.

## Classificatie
Het geslacht Clamorosaurus werd voor het eerst beschreven door Gubin in 1983, op basis van fossielen, gevonden in de Russische republiek Komi in afzettingen van het Midden-Perm. Gubin beschreef de twee soorten Clamorosaurus nocturnus, gebaseerd op een schedel gevonden langs de Pečora-rivier, en Clamorosaurus borealis, gebaseerd op een andere schedel gevonden in de buurt van de stad Inta.
Clamorosaurus is toegeschreven aan de Eryopidae, een familie van temnospondyle 'amfibieën' van middelgrote tot grote omvang, met gedeeltelijk terrestrische levenswijzen. Clamorosaurus zou het meest recente bekende lid van de Eryopidae zijn.